# Andrena deppeana
Andrena deppeana là một loài Hymenoptera trong họ Andrenidae. Loài này được Cockerell mô tả khoa học năm 1910.